# Новикова, Евдокия Дмитриевна
Евдокия Дмитриевна Новикова (3 августа 1915, Евпаторийский уезд, Таврическая губерния — 26 февраля 1988, Колоски) — советский колхозник, Герой Социалистического Труда, кавалер Ордена Ленина (14 июня 1952).

## Биография
Родилась 3 августа 1915 года в Евпаторийском уезде, Таврической губернии (ныне — Сакской район, Республика Крым).
После окончания средней школы работала в местном колхозе, в одном из немногих на территории Крыма, где возделывался хлопок. После освобождения от немецко-фашистской оккупации весной 1944 года, активно участвовала в работе по восстановлению разрушенного войной хозяйства. К 1950-м годам хлопковые плантации достигли довоенного уровня.
Евдокия Дмитриевна Новикова возглавляла хлопководческое звено в колхозе «Путь к коммунизму» (центральная усадьба — село Ромашкино) Сакского района, которое по итогам работы в 1951 году получило урожай хлопка 14,2 центнера с гектара на площади в 5 гектаров.
Указом Президиума Верховного Совета СССР от 14 июня 1952 года колхознику Новиковой Евдокии Дмитриевне за получение высокого урожая хлопка на не поливных землях в 1951 году, присвоено звание Героя Социалистического Труда с вручением ордена Ленина и золотой медали «Серп и Молот».
В последние годы звено Новиковой продолжало собирать высокие урожаи белого золота. С января 1962 года работала в совхозе «Дружба» Крымского треста овощеводческих совхозов.
Последние годы жила в селе Колоски (до 1948 года — село Ораз), Сакского района Крымской области. Умерла 26 февраля 1988 года.